# 普雷托利奥宫
普雷托利奥宫（義大利語：Palazzo Pretorio），又名鹰宫（義大利語：Palazzo delle Aquile），是巴勒莫的一座宫殿。该建筑是巴勒莫市的市长和市政府办公室驻地，在城市的政治生活中发挥着重要作用。它位于历史中心的心脏，介于马奎达街（Via Maqueda）、普雷托利亚广场（Piazza Pretoria）和贝利尼广场（Piazza Bellini）之间。在同一区域，其他著名建筑地标还有普雷托利亚喷泉（Fontana Pretoria）,巴洛克教堂圣加大肋纳堂（Santa Caterina），以及中世纪教堂海军元帅圣母教堂（Martorana）和圣卡塔尔多教堂（Chiesa di San Cataldo）（两者都是世界遗产）。

## 历史
直到19世纪末，宫殿的起源仍然笼罩在传说的阴影下。几个世纪以来，一般的观点是，这座宫殿由西西里国王弗雷德里克三世建于14世纪。然而，在1875年，学者费德莱·波拉奇·努乔和朱塞佩·梅利公开了1463年决定建造的文件。建筑的主要倡导者是彼得罗法官。
施工是在1463年至1478年之间进行，由贾科莫·本凡特指导。几十年后，在1553年，宫殿扩建，立面重建。1615 年至 1617 年，马里亚诺·斯米里格里利奥又进行了改建。在19世纪，在1873年至1875年之间，建筑师朱塞佩·达米亚尼·阿尔梅达是又一次改建的作者。通过这次改建，宫殿呈现目前的新文艺复兴建筑-新古典主义建筑的外观。

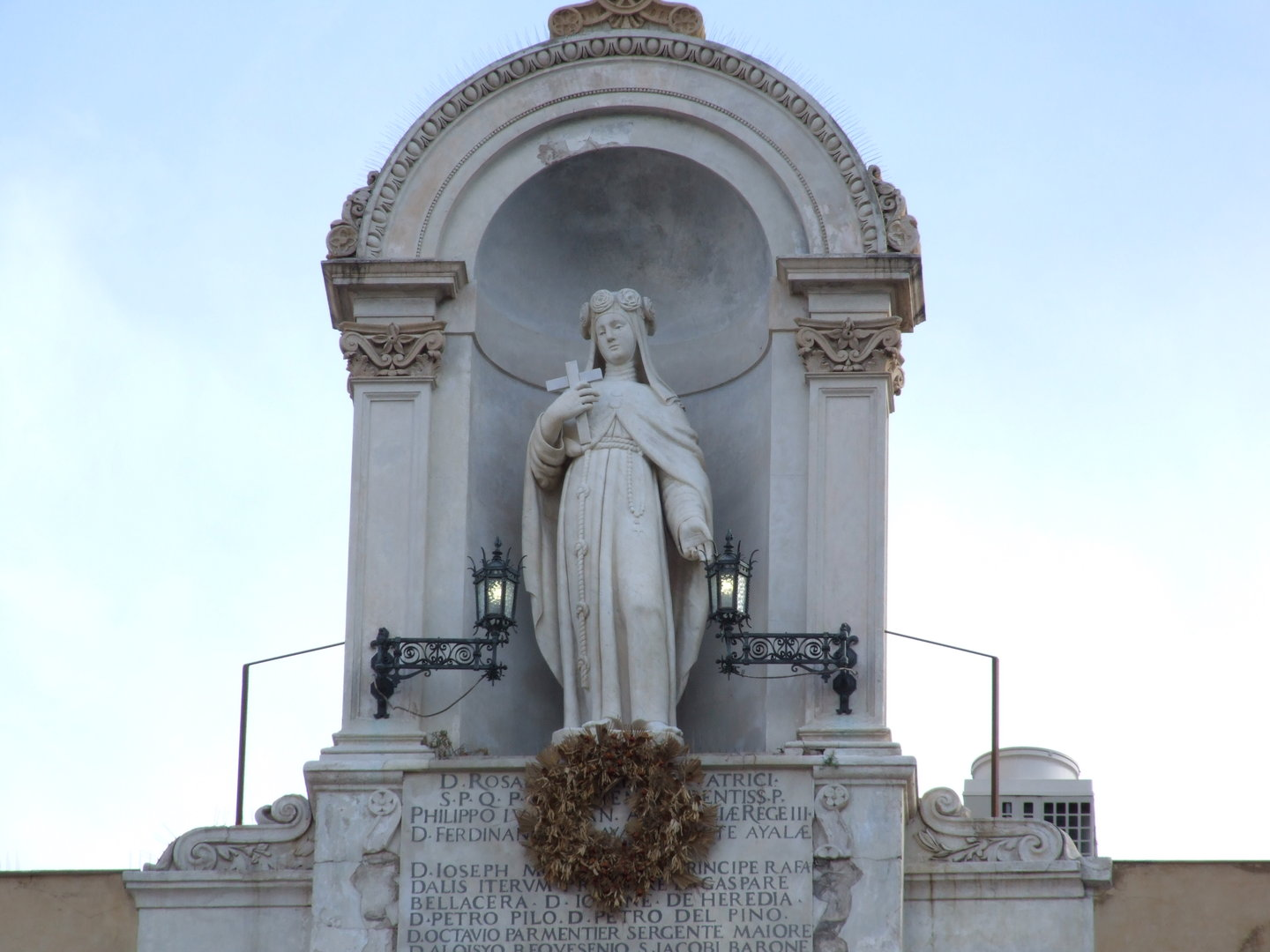
圣洛萨利亚雕像，卡洛·德·阿普雷

]]

## 描述
主立面三层，每层八扇窗户，在主楼层（piano nobile）有九个阳台。中央阳台下有一个浮雕，描绘了一只雄伟的大理石鹰，是萨尔瓦托·雷瓦伦蒂的作品。Over在主立面的檐口，在中央位置，有圣洛萨利亚雕像，是卡洛·德·阿普雷的作品（1661年）。 在雕像下，是一口大钟，1864年从巴黎运来。在建筑的顶部，四个角装饰着四只鹰，是多梅尼科·科斯特蒂诺的作品。
宫殿内保存着几件艺术品。最重要的是“普雷托利奥宫天才”（Genio di Palazzo Pretorio），又名"Palermu u Nicu", 雕塑是多梅尼科·加吉尼的作品。此外，宫殿内还拥有一些属于拿破仑的武器。
宫殿最著名的房间是红厅（Sala Rossa，市长驻地）、黄厅（Sala Gialla，市政府驻地）、墓碑室（Sala delle Lapidi，市议会驻地）和加里波第室（Sala Garibaldi）。

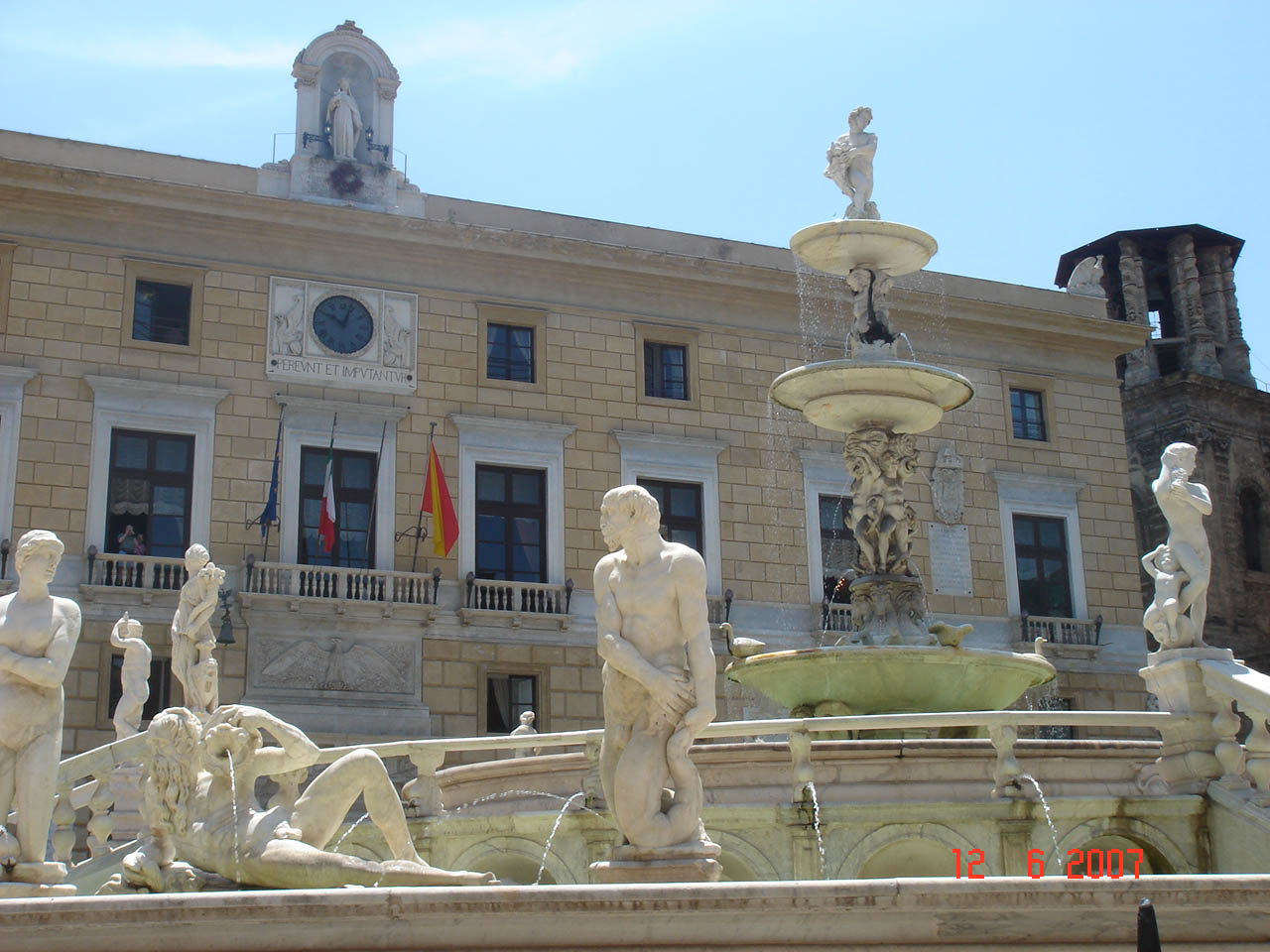
立面
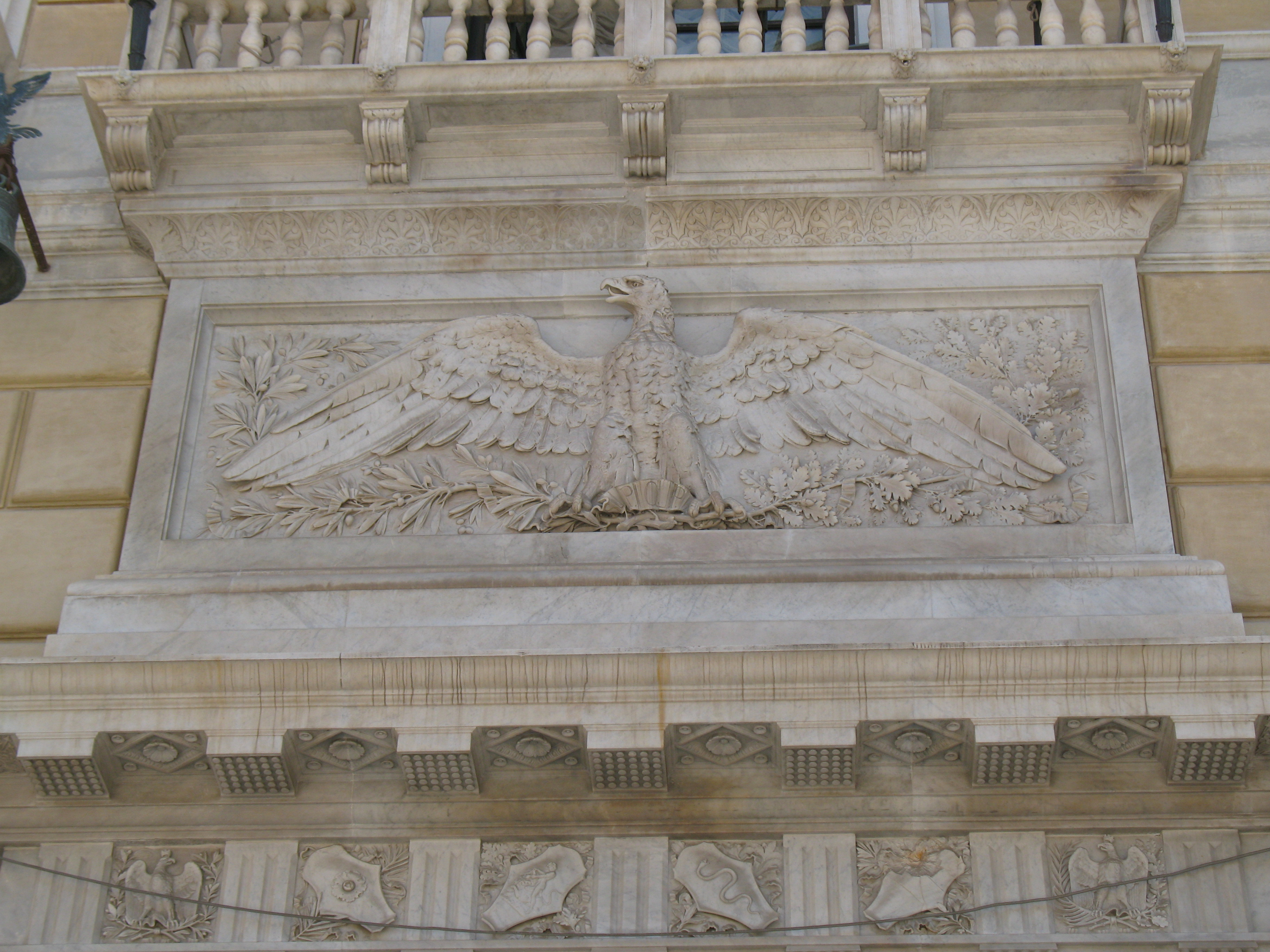
浮雕鹰
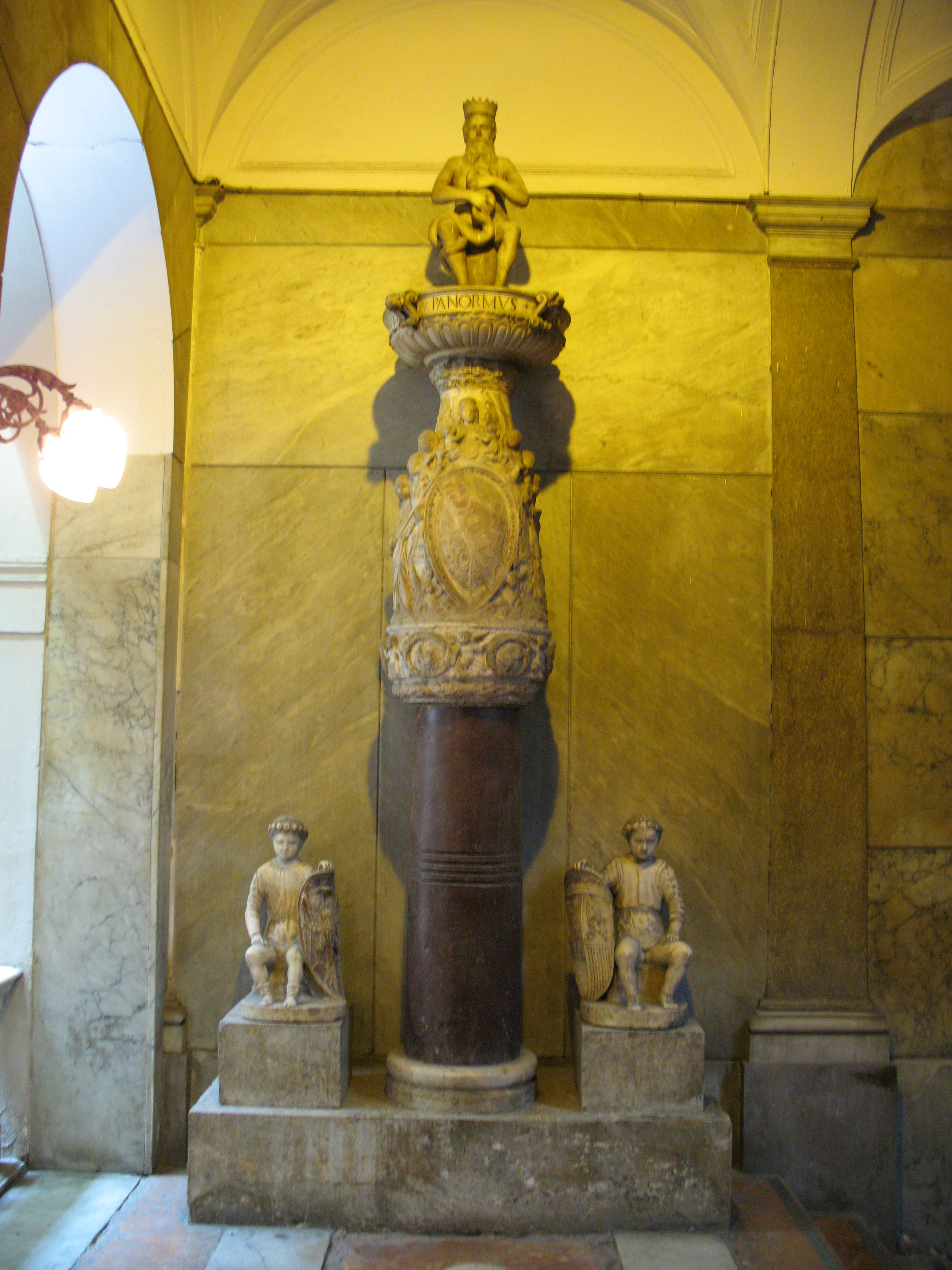
Genio di Palazzo Pretorio
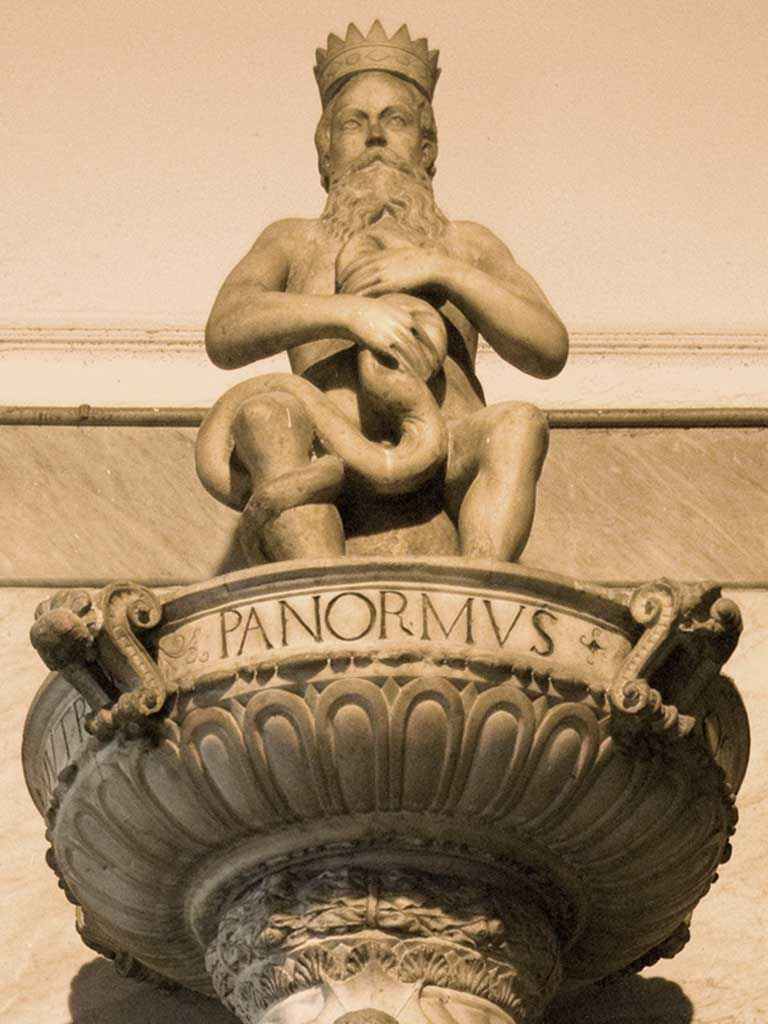
Genius of Palermo
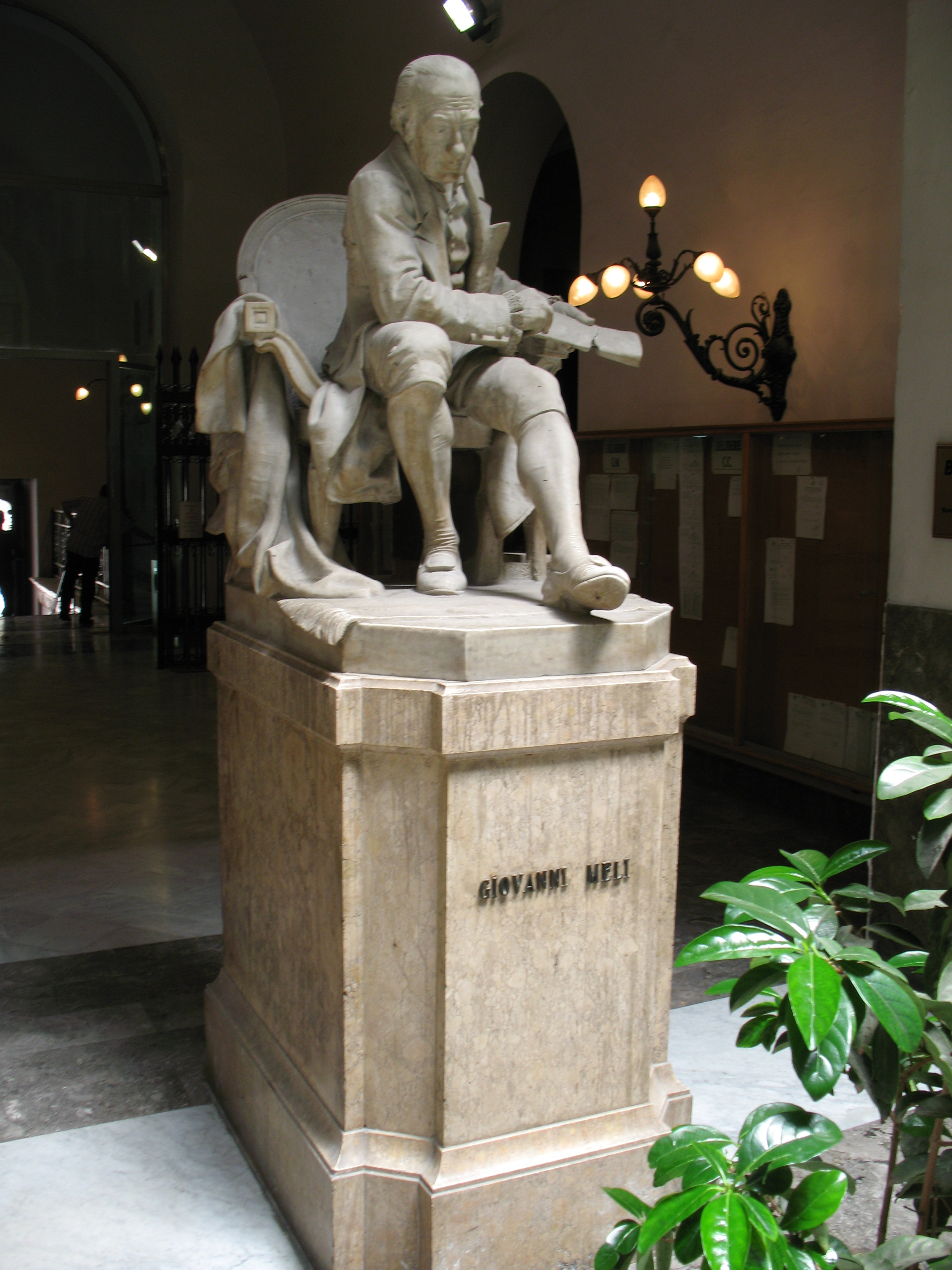
Giovanni Meli纪念碑
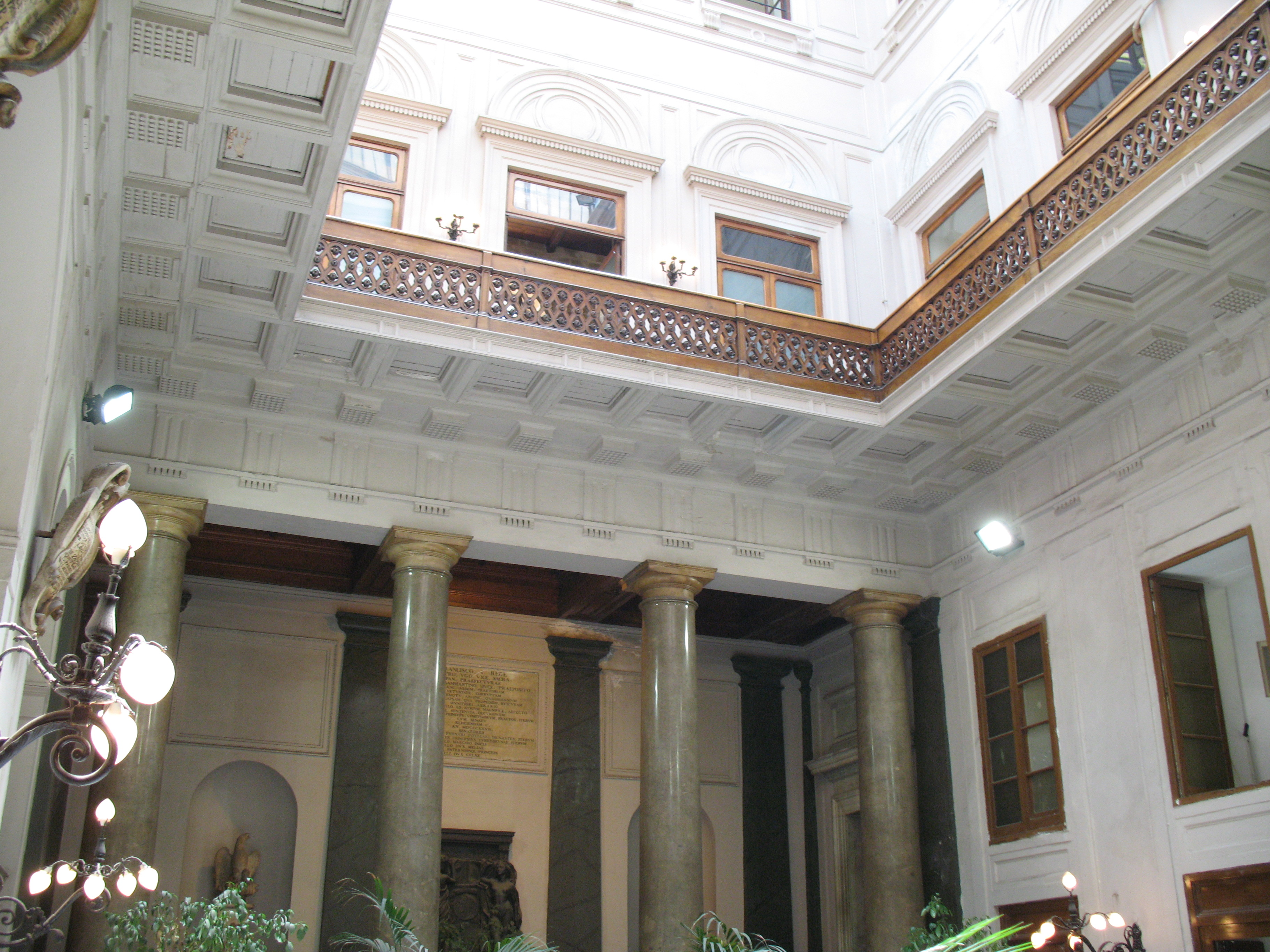
庭院